# Секвенс, Иржи
Иржи Секвенс (чеш. Jiří Sequens; 23 апреля 1922 года, Брно, — 21 января 2008 года, Прага) — чешский режиссёр, сценарист, драматург. Народный артист ЧССР (1979).

## Биография
После гимназии, в 1946 году окончил актерское отделение консерватории в Брно. Еще будучи студентом выступал на сцене провинциального театра и работал в радио Брно.
Затем обучался в Московской киношколе ВГИК. В 1948 году работал ассистентом Сергея Герасимова в фильме «Молодая гвардия». Позже в качестве стипендиата ЮНЕСКО продолжил учебу в престижной киношколе Institut des hautes études cinématographiques (IDHEC) в Париже .
После возвращения на родину работал директором театра «Бурьян».
В 1949 году стал художественным руководителем новосозданного государственного Театра киноактера.
В том же году начал свою карьеру в кино на киностудии «Баррандов». В 1951 году снял свой первый полнометражный пропагандистский фильм «Дорога к счастью» («Cesta ke štěstí») о создании сельскохозяйственных кооперативов в Чехословакии. Благодаря этому фильму за ним закрепилось мнение, как об одном из самых противоречивых режиссёров страны, обладающим несомненный талантом.

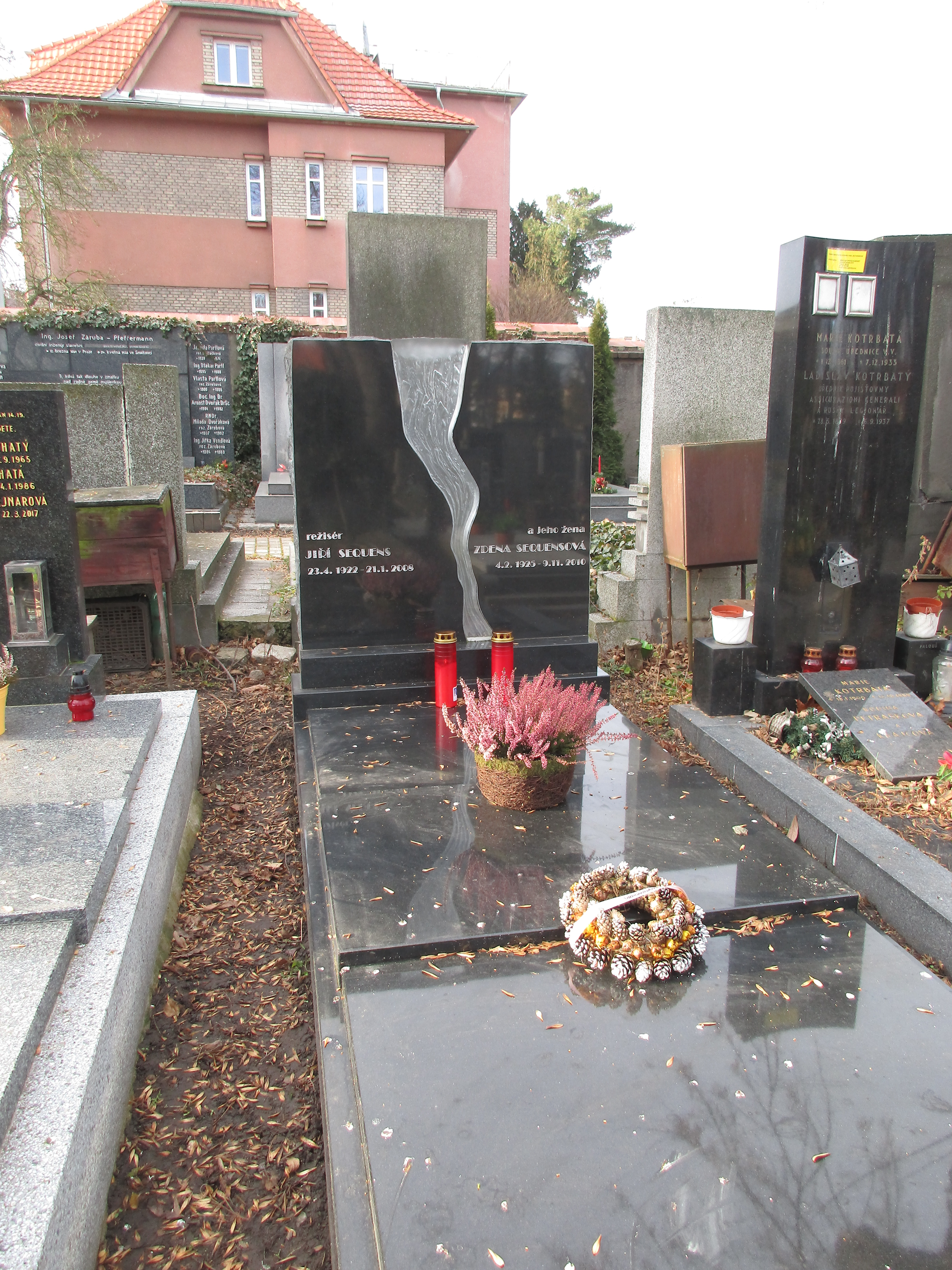
Могила Иржи Секвенса

В 1964 году снял военную драму «Покушение» («Atentát»), благодаря успеху дважды побывал на фестивалях в Греции.
В 1968—1970 годах выпустил на телеэкраны 13-серийный фильм «Грешные люди города Праги» («Hříšní lidé města pražského»).
Наибольшей популярности добился, благодаря снятому в 1974—1979 гг. детективному многосерийному телевизионному художественному фильму «Тридцать случаев майора Земана», рассказывающему об офицере Корпуса национальной безопасности Яне Земане и его непримиримой и полной опасностей борьбе против врагов социалистического чехословацкого государства.
Плодотворно сотрудничал с писателем и сценаристом Иржи Мареком. Его любимыми актерами были Владимир Брабец, Йозеф Винкларж, Радослав Брзобогаты и Квета Фиалова.
После 1989 года ушел из кино. Попыткой снять последний фильм в 1998 году стал неудачный сериал «Грешные люди города Брно». После чего, отказался от съемок пародийной комедии «Майор Земан возвращается!».
Умер после тяжелой болезни в 2008 году.

## Награды и премии
Фильмы Иржи Секвенс неоднократно получали премии и награды, в частности, Золотые призы за фильм «Бегство из тени» на 1-м Московском кинофестивале и за фильм «Покушение» на IV Московском кинофестивале (1965), Специальный приз за фильм «Эта минута, этот миг» на XII Московском кинофестивале, а также различных чехословацких кинофестивалях.
В 1972 году присвоено звания «Заслуженный артист Чехословакии», а в 1979 году удостоен звания «Народный артист Чехословакии».

## Избранная фильмография
- Оловянный хлеб (1953)
- Ветреная гора (1955)
- Брат океана (1958)
- Бегство из тени (1959)
- Покушение (1964)
- Грешные люди города Праги (1968—1970)
- Похождения красавца-драгуна (1970)
- Убийство в отеле Эксцельсиор (1971)
- Пеночка и Зонтик (1971)
- Смерть черного короля (1972)
- Тридцать случаев майора Земана (1974—1979) и др.
- Эта минута, этот миг (1981)